# Hasso von Wedel (General, 1859)

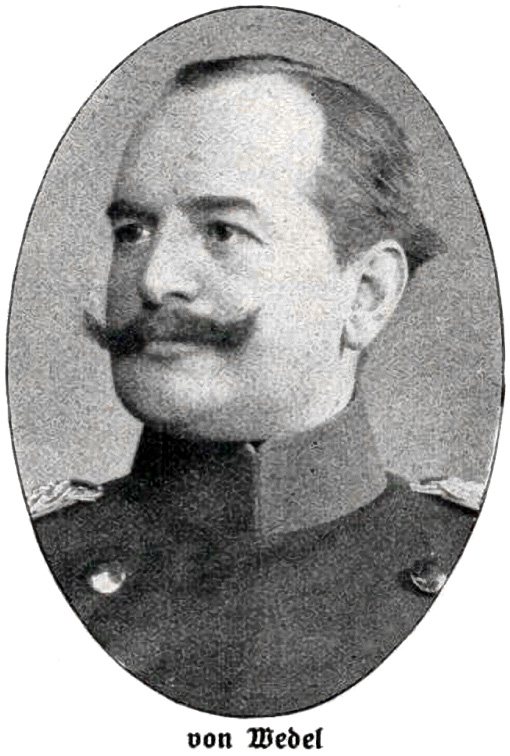
Hasso von Wedel

Hasso Sebastian Georg von Wedel (* 25. April 1859 in Berlin; † 31. Januar 1935 in Rathen) war ein preußischer Generalleutnant im Ersten Weltkrieg.

## Leben

### Herkunft
Hasso entstammte dem alten Adelsgeschlecht von Wedel. Er war der Sohn von Karl von Wedel (1828–1877) und dessen Ehefrau Valeska, geborene von Prittwitz und Graffron (1837–1911). Der Vater war preußischer Oberstleutnant sowie Erbherr auf Dauer und Göritz, Kreis Prenzlau.

### Leben
Wedel trat nach der Erziehung im Kadettenkorps am 14. April 1877 als Fähnrich in das 4. Brandenburgische Infanterie-Regiment Nr. 24 (Großherzog von Mecklenburg-Schwerin) der Preußischen Armee in Neuruppin ein. Hier wurde er am 12. Oktober 1878 zum Sekondeleutnant befördert und als solcher am 29. Januar 1884 nach Berlin in das 4. Garde-Regiment zu Fuß versetzt. Vom 1. Oktober 1887 bis 21. Juli 1890 kommandierte man Wedel an die Kriegsakademie, wo er zwischenzeitlich am 22. März 1888 Premierleutnant geworden war. Anschließend versah er wieder Truppendienst, um dann zur weiteren Ausbildung vom 1. April 1891 bis 31. März 1893 zum Großen Generalstab kommandiert zu werden. Als Hauptmann fungierte Wedel ab 2. Juni 1893 als Kompaniechef in seinem Regiment. Mit der zeitgleichen Beförderung zum Major wurde Wedel am 12. September 1902 Adjutant der 1. Garde-Division. Diese Funktion hatte er bis zum 18. August 1905 inne. Anschließend übernahm er als Kommandeur das III. Bataillon des Garde-Füsilier-Regiments. Dieses Kommando gab Wedel am 26. Januar 1908 mit der Versetzung nach Hirschberg ab, wo er das Jäger-Bataillon „von Neumann“ (1. Schlesisches) Nr. 5 übernahm und am 20. April 1909 zum Oberstleutnant befördert wurde. Wedel wurde dann nach dreijähriger Dienstzeit nach Königsberg versetzt, wo er unter gleichzeitiger Beförderung zum Oberst zum Kommandeur des Grenadier-Regiments „König Friedrich Wilhelm I.“ (2. Ostpreußisches) Nr. 3 ernannt wurde.
Mit diesem zog er nach Ausbruch des Ersten Weltkriegs im Verbund mit der 1. Division an der Ostfront ins Feld. Hier kam er bei Stallupönen zum ersten Mal ins Gefecht und konnte eine drohende Umfassung durch die Russen vermeiden, indem er mit zwei Bataillonen seines Regiments und einer Feldartillerie-Abteilung die feindliche Bewegung südlich Göritten zum Stehen brachte. Dann ging er zum Gegenangriff über und konnte den Gegner zurückwerfen. Es folgte die Teilnahme an den Schlachten bei Gumbinnen und Tannenberg. Während der Schlacht an den Masurischen Seen ernannte man Wedel am 11. September 1914 zum Kommandeur der 1. Infanterie-Brigade. In den kommenden Wochen war die Brigade in Grenzkämpfe verwickelt und marschierte im November 1914 in Polen ein, wo sie in den Kämpfen bei Łowicz und an der Rawka östlich Bolimow focht. Am 24. Dezember 1914 erfolgte dann seine Beförderung zum Generalmajor.
Im Januar 1915 kam Wedel mit seiner Brigade nach Ungarn und beteiligte sich dort an der Schlacht in den Karpaten. Während der im Mai 1915 stattfindenden Schlacht bei Stryj entging Wedel bei einem Erkundungsritt knapp der Kriegsgefangenschaft. Mitte März 1916 wurde Wedel mit seiner Brigade aus der Front herausgelöst und an die Westfront vor Verdun verlegt. Hier war sie kurzfristig im Einsatz, um dann im Juli 1916 wieder auf den östlichen Kriegsschauplatz zu kommen. Mit der Ernennung zum Kommandeur der 5. Division kehrte Wedel am 7. September 1916 an die Westfront zurück, die zu diesem Zeitpunkt in der Champagne lag. Während der Schlacht um Verdun konnte er sich dabei mehrfach bewähren. Nach den folgenden Stellungskämpfen kam sie anschließend Mitte April 1917 bei der 1. Armee in der  Doppelschlacht Aisne-Champagne zum Einsatz. Dann wurde die Division Anfang Juli 1917 wieder in den Osten verlegt. Für die Leistungen seiner Division in den folgenden Kämpfen bis an den Sereth wurde Wedel vom Führer des Generalkommandos z. b. V. 51 Albert von Berrer zum Orden Pour le Mérite eingereicht, der ihm am 27. August 1917 verliehen wurde.
Danach kam er mit seiner Division an die Italienfront. In der Folge wurde während der Schlacht von Tolmein die italienischen Linien durchbrochen, der Monte Hum und das Hauptwerk der Italiener, der Monte Spinh sowie das Castel del Monte gestürmt. Auch während der Schlacht bei Udine blieb die Division siegreich und überschritt den Tagliamento. Kurzzeitig zur Erholung aus der Front gezogen, war sie Armeereserve und trat dann wieder in die venezischen Gebirgskämpfe ein. Sein vorgesetzter General Eberhard von Hofacker reichte ihn für seine Verdienste zum Eichenlaub des Pour le Mérite ein, das Wedel am 24. November 1917 verliehen bekam.
Mitte Dezember 1917 erfolgte dann der Abtransport wieder an die Westfront, wo sich die Division bei der 18. Armee am Unternehmen Michael beteiligte. Dabei siegte sie bei St. Quentin-La Fère, überschritt die Somme bis zur Linie Montdidier-Noyon und trat dann Anfang April wieder in den Stellungskrieg über. Anschließend kam sie zur 7. Armee und nahm mit dieser an der Schlacht bei Soissons und Reims teil, ehe die Division den Chemin des Dames gestürmt hatte und erst wieder an der Marne zum Stehen kam. Dort ging sie wieder in den Stellungskrieg über.
Am 30. Juni 1918 wurde Wedel zum Generalleutnant befördert und bereits drei Tage später zu den Offizieren von der Armee versetzt. Er reichte daraufhin sein Abschiedsgesuch ein und wurde am 6. August 1918 unter Verleihung des Sterns zum Roten Adlerorden II. Klasse mit Eichenlaub und Schwertern zur Disposition gestellt.

### Familie
Er heiratete am 25. November 1886 Doris von der Mülbe (1863–1944), eine Tochter des Generalleutnants Otto von der Mülbe (1829–1916). Das Paar hatte folgende Kinder:
- Irmgard Clothilde Adele (* 20. September 1887)
- Lupold Friedrich Wilhelm Karl Sebastian Otto (* 31. August 1889; † 19. September 1914)
- Hasso Karl Magnus Wilhelm Heinrich (* 18. Juni 1892; † 1956), Gutserbe auf Malchow
- Friedrich Karl Heinrich Otto (* 13. Mai 1898)

## Auszeichnungen
- Kronenorden III. Klasse[2]
- Dienstauszeichnungskreuz[2]
- Ritter I. Klasse des Ordens Albrechts des Bären[2]
- Ehrenkreuz des Greifenordens[2]
- Komtur des Bulgarischen Militär-Verdienstordens[2]
- Offizier des Persischen Sonnen- und Löwenordens[2]